# Escape Room
Escape Room (bra/prt: Escape Room) é um filme de terror psicológico produzido em 2019 e dirigido por Adam Robitel e escrita por Bragi Schut e Maria Melnik. É protagonizado por Logan Miller, Deborah Ann Woll, Taylor Russell, Tyler Labine, Jay Ellis, e Nik Dodani. Estreou nos Estados Unidos em 4 de janeiro de 2019, pela Columbia Pictures.
O desenvolvimento do filme começou em agosto de 2017, então sob o título The Maze, e o processo de seleção foi iniciado. As filmagens aconteceram na África do Sul no final de 2017 até janeiro de 2018.
Escape Room foi lançado nos Estados Unidos em 4 de janeiro de 2019, pela Sony Pictures Entertainment, e arrecadou mais de 155 milhões de dólares em todo o mundo. O filme recebeu críticas mistas da crítica, que elogiou a atmosfera e o elenco, mas criticou a trama familiar e o fato de não ter tirado o máximo proveito de sua premissa. Uma sequência intitulada: Escape Room: Tournament of Champions, foi lançada em 16 de julho de 2021.

## Enredo
Seis pessoas são levadas ao que dizem ser uma sala de fuga com um prêmio de 100 mil dólares. Porém na verdade é a primeira de uma sequência de armadilhas mortais.

## Elenco
- Taylor Russell como Zoey Davis, uma jovem universitária
- Logan Miller como Ben Miller, um estoquista de mercado
- Deborah Ann Woll como Amanda Harper, uma veterana traumatizada da Guerra do Iraque
- Tyler Labine como Mike Nolan, um caminhoneiro de meia-idade
- Nik Dodani como Danny Khan, um entusiasta de salas de fuga
- Jay Ellis como Jason Walker, um corretor
- Yorick van Wageningen como o Mestre dos Jogos

## Dublagem brasileira
- Estúdio de dublagem: Delart[5]
- Direção de Dublagem: Manolo Rey[5]
- Cliente:  Sony[5]
- Tradução:  Pavlos Euthymiou[5]
- Mixagem:  Claudio Alves[5]

Dubladores
- Ben: Wirley Contaifer[5]
- Jason: Rodrigo Oliveira[5]
- Zoey: Ana Elena Bittencourt[5]
- Mike: Marcelo Garcia[5]
- Amanda: Erika Menezes[5]
- Danny: Gustavo Nader[5]
- Gary: Márcio Simões[5]

Vozes adicionais
- Amanda Manso[5]
- Cafi Balloussier[5]
- Carol Albuquerque[5]
- Elcio Romar[5]
- Gesteira[5]
- Luísa Viotti[5]
- Luiz Carlos Persy[5]
- Marcio Aguena[5]
- Marcio Dondi[5]
- Nando Lopes[5]
- Pedro Azevedo[5]

## Produção
O 9 de agosto de 2017 anunciou-se que The Maze tinha começado com seu processo de casting. Também se revelou que o filme seria filmado em África do Sul no final de 2017. Em janeiro de 2018, Robitel contou a Syfy que a produção tinha finalizado e que o filme seria lançado em setembro de 2018. No entanto, em maio de 2018, anunciou-se que o filme tinha sido renomeado para Escape Room, e teria sua estreia realizada em 30 de novembro de 2018. Um mês depois o filme foi posposto para o 1 de fevereiro de 2019.

## Música
Brian Tyler e John Carey compuseram a trilha sonora do filme.

## Recepção

### Bilheteria
Escape Room arrecadou 57 milhões de dólares nos Estados Unidos e no Canadá, e 98,7 milhões de dólares em outros territórios, , para um total bruto mundial de 155,7 milhões de dólares, contra um orçamento de produção de 9 milhões de dólares. Nos Estados Unidos e no Canadá, o filme foi projetado para arrecadar entre 10 e 14 milhões de dólares em 2 717 cinemas em seu fim de semana de abertura. Arrecadou 7,7 milhões de dólares em seu primeiro dia, incluindo 2,3 milhões de dólares das prévias da noite de quinta-feira. Ele estreou para 18,2 milhões de dólares, superando as expectativas e terminando em segundo, atrás de Aquaman. O filme arrecadou 8,9 milhões de dólares em seu segundo fim de semana, caindo 51% e terminando em quinto.

### Crítica
No site agregador de críticas Rotten Tomatoes, 51% das 164 resenhas dos críticos são positivas, com uma classificação média de 5,3/10. O consenso do site diz: "Escape Room não consegue liberar muito do potencial em sua premissa, mas o que resta ainda é tenso e emocionante o suficiente para oferecer uma diversão passageira para os fãs de suspense." O Metacritic, que usa uma média ponderada, atribuiu ao filme uma pontuação de 48 em 100, baseado em 26 críticos, indicando críticas "mistas ou médias". As audiências pesquisadas pelo CinemaScore deram ao filme uma nota "B" em uma escala que vai de F até A+.
Sandy Schaelfer, da ScreenRant, deu ao filme 2,5 de 5 estrelas, escrevendo que "Escape Room é um filme B surpreendentemente extravagante e surpreendentemente inovador, mas sofre quando se volta para a criação de sequências futuras".

## Sequência
Em 25 de fevereiro de 2019, uma sequência foi anunciada como estando em desenvolvimento ativo, com Adam Robitel pronto para retornar com o elenco, juntamente com o roteirista Bragi F. Schut e o produtor Neal H. Moritz. Após vários adiamentos, foi lançado em 2021.